# Nuevo Chamizal
Nuevo Chamizal är en ort i Mexiko.   Den ligger i kommunen Ocosingo och delstaten Chiapas, i den sydöstra delen av landet, 900 km öster om huvudstaden Mexico City. Nuevo Chamizal ligger 925 meter över havet och antalet invånare är 403.
Terrängen runt Nuevo Chamizal är kuperad. Runt Nuevo Chamizal är det glesbefolkat, med 16 invånare per kvadratkilometer. Närmaste större samhälle är Nueva Palestina, 13,0 km öster om Nuevo Chamizal. I omgivningarna runt Nuevo Chamizal växer i huvudsak städsegrön lövskog.